# Кріїва
Кріїва (ест. Kriiva) — село в Естонії, входить до складу волості Міссо, повіту Вирумаа.